# Allemagne aux Jeux olympiques de 1904
L'Allemagne participe aux Jeux olympiques de 1904 à Saint-Louis aux États-Unis du 1er juillet au 23 novembre 1904. Il s'agit de sa 3e participation à des Jeux d'été. L'Allemagne comptant 18 athlètes a remporté quinze médailles (quatre en or, cinq en argent, six en bronze), se situant à la deuxième place des nations au tableau des médailles.

## Liste des médaillés allemands

### Médailles d'or
| Sport              | Discipline               | Sportifs        | Performance   |
| Médailles d'or : 4 |                          |                 |               |
| Natation           | 880 yards Nage libre (H) | Emil Rausch     | 13 min 11 s 4 |
| Natation           | 1 mile Nage libre (H)    | Walter Brack    | 27 min 18 s 2 |
| Natation           | 100 yards Dos (H)        | Emil Rausch     | 1 min 16 s 8  |
| Natation           | 440 yards Dos (H)        | Georg Zacharias | 7 min 23 s 6  |

### Médailles d'argent
| Sport                  | Discipline                                             | Sportifs       | Performance  |
| Médailles d'argent : 5 |                                                        |                |              |
| Gymnastique artistique | Concours multiple individuel gymnastique et athlétisme | Wilhelm Weber  | 69,10 pts    |
| Natation               | 100 yards Dos (H)                                      | Georg Hoffmann | 1 min 18 s 0 |
| Natation               | 440 yards Dos (H)                                      | Walter Brack   | 7 min 33 s 0 |
| Plongeon               | Plateforme (H)                                         | Georg Hoffmann | 11.66 pts    |
| Lutte                  | Poids lourd +71,67 kg                                  | Frank Kugler   |              |

### Médailles de bronze
| Sport                   | Discipline                       | Sportifs        | Performance  |
| Médailles de bronze : 6 |                                  |                 |              |
| Athlétisme              | Saut en hauteur (H)              | Paul Weinstein  | 1,778 m      |
| Gymnastique artistique  | Combiné 3 épreuves               | Wilhelm Weber   | 41,60 pts    |
| Natation                | 220 yards Nage libre (H)         | Emil Rausch     | 2 min 45 s 0 |
| Natation                | 100 yards Dos (H)                | Georg Zacharias | 1 min 19 s 6 |
| Haltérophilie           | Concours multiple d’haltères (H) | Frank Kugler    | 10           |
| Haltérophilie           | Poids lourd à deux bras          | Frank Kugler    | 79,61        |